# Mihal Zallari
Mihal Zallari (ur. 25 września 1894 we wsi Frashër k. Përmetu, zm. 17 marca 1976 w Tiranie) – albański polityk, dziennikarz i poeta, minister kultury (1944).

## Życiorys
Był synem urzędnika osmańskiego Marko Zallariego. W wieku 12 lat przeniósł się wraz z rodziną do Stambułu. Kształcił się w niemieckojęzycznej szkole w Stambule, a następnie na uniwersytecie w Grazu w zakresie nauk politycznych. W czasie studiów został wybrany przewodniczącym organizacji skupiającej Albańczyków studiujących w Grazu. W latach 1922–1924 wydawał tygodnik Djalëria. W 1925 ukończył studia i powrócił do Albanii, gdzie podjął pracę nauczyciela w gimnazjum w Gjirokastrze. W 1930 przeniósł się do Tirany. W latach 30. nadal pracował jako nauczyciel, ale także publikował w czasopismach Kombi (Naród) i Bashkimi (Jedność) teksty o tematyce społeczno-politycznej oraz utwory poetyckie.
Po zajęciu Albanii w 1943 przez wojska niemieckie został wybrany członkiem tymczasowych władz (Komitetu Wykonawczego), a następnie deputowanym do parlamentu z okręgu Gjirokastra. 9 listopada 1943, po zamachu na Idhomeno Kosturiego Zallari został wybrany przewodniczącym parlamentu (funkcję tę pełnił do września 1944). W 1944 Zallari interweniował u niemieckich władz okupacyjnych w sprawie pracowników Radia Tirana, podejrzewanych o sympatie komunistyczne, blokując decyzję o ich aresztowaniu. W 1944 nie skorzystał z możliwości ucieczki do Niemiec i pozostał w kraju.
W 1944 został zatrzymany przez komunistyczny oddział partyzancki i stanął przed sądem wojskowym pod zarzutem kolaboracji. Skazany w marcu 1945 na karę 30 lat więzienia trafił do Burrelu, gdzie odbywał większość kary. Po 18 latach wyszedł w kwietniu 1962 na wolność i zamieszkał w Tiranie. Pracował początkowo w Instytucie Historii, a następnie w wydawnictwie Naim Frasheri jako tłumacz i korektor tekstów, ale po kilku latach został pozbawiony tej pracy. Etykietka „wroga ludu” spowodowała, że w jego pogrzebie w 1976 wzięła udział tylko najbliższa rodzina.
Był żonaty, miał córkę Elsę (ur. 1935).